# تايلور كيتش
تايلور كيتش (بالإنجليزية: Taylor Kitsch)‏ مواليد 8 أبريل 1981 في كيلونا، كولومبيا البريطانية، كندا، هو ممثل كندي بدأ مسيرته الفنية عام 2002.

## الأعمال

### أفلام
- أفاعي في طائرة
- وولفرين
- جون كارتر
- السفينة الحربية
- الهمج

## روابط خارجية
- تايلور كيتش على موقع IMDb (الإنجليزية)
- تايلور كيتش على موقع ألو سيني (الفرنسية)
- تايلور كيتش على موقع تيرنر كلاسيك موفيز (الإنجليزية)
- تايلور كيتش على موقع أول موفي (الإنجليزية)
- تايلور كيتش على موقع بوكس أوفيس موجو (الإنجليزية)
- تايلور كيتش على موقع قاعدة بيانات الأفلام السويدية (السويدية)
- تايلور كيتش على موقع إن إن دي بي (الإنجليزية)
- تايلور كيتش على موقع قاعدة بيانات الفيلم (الإنجليزية)
- تايلور كيتش على موقع كينوبويسك (الروسية)
- تايلور كيتش على موقع EliteProspects.com (الإنجليزية)
- تايلور كيتش على موقع HockeyDB.com (الإنجليزية)